# 山口貴之 (音響監督)
山口 貴之（やまぐち たかゆき）は、日本の音響監督、ミキサー。株式会社もぶわぶ代表取締役。 

## 来歴・人物
1999年10月から神南スタジオで活動していたが、2011年8月をもって神南スタジオを離れた。
フリー期間を経て、2016年10月、音響制作会社もぶわぶを設立。

## 参加作品
※特記のない限り、音響監督としての参加。

### テレビアニメ
2000年
- 妖しのセレス（録音助手）

2002年
- 満月をさがして（録音助手）

2004年
- 学園アリス（音響調整）

2005年
- 涼風（録音）

2006年
- TOKKO 特公（録音調整）

2007年
- School Days（録音調整）
- ZOMBIE-LOAN（調整）

2008年
- GUNSLINGER GIRL -IL TEATRINO-（録音調整）

2009年
- 戦国BASARA（録音調整）

2010年
- ジュエルペット てぃんくる☆（録音調整）
- 書家（録音調整）

2011年
- ジュエルペット サンシャイン（録音調整）
- Steins;Gate（サウンドミキサー）
- レベルE（録音調整）

2012年
- Another（サウンドミキサー）
- ガールズ&パンツァー（録音調整）
- カンピオーネ!（録音調整）
- ぎんぎつね（録音調整）
- キングダム（録音調整）
- ジュエルペット きら☆デコッ!（録音調整）

2013年
- 俺の脳内選択肢が、学園ラブコメを全力で邪魔している
- キングダム 第2シリーズ（録音調整）
- げんしけん二代目（録音・調整）
- ジュエルペット ハッピネス（録音調整）
- まんがーる（録音調整）

2014年
- 悪魔のリドル（録音調整）
- PSYCHO-PASS サイコパス 2（ミキサー）
- SHIROBAKO（サウンドミキサー）
- selector infected WIXOSS（録音調整）
- selector spread WIXOSS（録音調整）
- テラフォーマーズ
- 東京レイヴンズ（録音）
- 鬼灯の冷徹（ミュージックエディター）
- レディ ジュエルペット（録音調整）

2015年
- ウィッチクラフトワークス（録音調整）
- パンチライン（サウンドミキサー）
- VENUS PROJECT -CLIMAX-（録音調整）
- 監獄学園（録音調整）
- 六花の勇者（録音調整）

2016年
- 亜人（録音調整）
- この素晴らしい世界に祝福を!（録音）
- ジョーカー・ゲーム（録音調整）
- 少女たちは荒野を目指す
- 装神少女まとい
- タイムボカン24（録音調整）
- タブー・タトゥー（録音調整）
- テラフォーマーズ リベンジ
- ねじ巻き精霊戦記　天鏡のアルデラミン（録音助手）
- 僕だけがいない街（ミキサー）
- マジきゅんっ!ルネッサンス（録音調整）
- 迷家 -マヨイガ-（録音調整）
- レガリア　The Three Sacred Stars（録音調整）
- Lostorage incited WIXOSS（録音調整）

2017年
- アリスと蔵六（録音調整）
- エロマンガ先生
- この素晴らしい世界に祝福を!2（録音）
- 覆面系ノイズ
- MARGINAL#4 KISSから創造るBig Bang
- 幼女戦記（録音）

2018年
- キャプテン翼（第4作）（録音）
- 殺戮の天使（録音調整）
- シュタインズ・ゲート ゼロ
- ちおちゃんの通学路
- とある魔術の禁書目録III
- 博多豚骨ラーメンズ（録音調整）
- Lostorage conflated WIXOSS（録音調整）

2019年
- 荒野のコトブキ飛行隊（サウンドミキサー）

2020年
- 神之塔 -Tower of God-

2022年
- うたわれるもの 二人の白皇
- 夫婦以上、恋人未満。
- うる星やつら（2022年版）（録音調整）

2023年
- デッドマウント・デスプレイ
- BEYBLADE X

2024年
- 甘神さんちの縁結び
- エルフさんは痩せられない。

2025年
- わたしが恋人になれるわけないじゃん、ムリムリ!（※ムリじゃなかった!?）
- ネクロノミ子のコズミックホラーショウ
- 東島丹三郎は仮面ライダーになりたい（2025年、美術監督）

### OVA
2010年
- ひよ恋（録音調整）

2014年
- ガールズ&パンツァー これが本当のアンツィオ戦です！（録音調整）
- テラフォーマーズ バグズ2号編

2017年
- テラフォーマーズ BORN TO BE GUARDIAN 戦う理由

### 劇場アニメ
2011年
- 劇場版 戦国BASARA -The Last Party-（録音調整）

2012年
- ジュエルペット スウィーツダンスプリンセス（音響調整）
- わすれなぐも（録音調整）

2015年
- アキの奏で（録音調整）
- ガールズ&パンツァー 劇場版（録音調整）
- 劇場版 PSYCHO-PASS サイコパス（録音調整）

2016年
- 劇場版selector destructed WIXOSS（録音調整）
- planetarian〜星の人〜

2018年
- ちいさな英雄-カニとタマゴと透明人間- 「透明人間」（ミキサー）

2019年
- LAIDBACKERS-レイドバッカーズ-

### Webアニメ
2008年
- ペンギン娘♥はぁと（録音・調整）

2010年
- ゆとりちゃん（録音調整）

2016年
- planetarian 〜ちいさなほしのゆめ〜 ※ミキサー兼任

2017年
- ようじょしぇんき（録音調整）

### その他
- テニスの王子様 A DAY OF SURVIVAL MOUNTAIN 〜恐怖の強化トレーニング〜（録音助手）